# You Shook Me
You Shook Me is een bluesstandard uit 1962 dat voor het eerst werd opgenomen door Chicagobluesartiest Muddy Waters. Het nummer was een van zijn meest succesvolle singles in het begin van de jaren 60 van de twintigste eeuw en is door de jaren heen door verschillende andere artiesten opgenomen.

## Achtergrond
You Shook Me is een bijzonder nummer omdat Muddy Waters voor het eerst gebruik maakte van dubbing. Hij gebruikte hiervoor een, al bestaand, instrumentaal nummer van bluesgitarist Earl Hooker. Dit geïmproviseerde nummer van Hooker kwam op 3 mei 1961 tot stand tijdens een jamsessie in de opnamestudio van Chief Records en werd, waarschijnlijk zonder medeweten van Hooker, opgenomen op tape.
Chief Records eigenaar en producer Mel London gaf het nummer in 1962 uit met als titel "Blue Guitar", met Hooker vermeld als artiest en componist. Het werd, in de door Sebastian Danchin geschreven biografie “Earl Hooker, Blues Master”,  (University Press of Mississippi, januari 2001), bestempeld als favoriete nummer van de gitarist. Het nummer werd, zeker voor een instrumentaal bluesnummer, goed verkocht en werd door vele andere blues muzikanten op hun repertoire gezet.

## Muddy Waters versie
De eigenaar en producer van Chess Records, Leonard Chess, vond dat het nummer Blue Guitar meer mogelijkheden had. Hij was op zoek naar nieuw materiaal voor Muddy Waters en zocht contact met Mel London met de vraag of hij gebruik mocht maken van Hooker’s nummer. Er werd een deal gemaakt en bluesmuzikant/componist Willie Dixon (Chess Records) schreef een tekst voor het nummer. De tekst wordt ook toegeschreven aan J.B. Lenoir maar juiste informatie daarover ontbreekt. Ook heeft Lenoir het nummer zelf nooit opgenomen. Dixon nam het nummer op voor zijn in 1969 verschenen album I Am the Blues.
Waters gebruikte voor de opname op 27 juni 1962, de originele instrumentale versie uit mei 1961 van Hooker en nam alleen de zangpartij op. Deze werd over Hooker’s versie “geplakt” en zo ontstond een nieuw nummer, You Shook Me. De steelgitaar die Hooker in het origineel bespeeld, werd door Waters wel extra toegevoegd zodat de melodie sterker naar voren kwam.

## Jeff Beck versie
De Engelse gitarist Jeff Beck nam You Shook Me in mei 1968 op met de Jeff Beck Group tijdens de opnamesessies voor zijn album Truth. Hij veranderde de stijl van het nummer van blues naar bluesrock en had hiermee veel succes, vooral tijdens live optredens. Rod Stewart nam in het nummer de zang voor zijn rekening. John Paul Jones, toen nog actief als studiomuzikant, bespeelde tijdens de opname het hammondorgel. Later dat jaar (oktober 1968) zou hij dat doen voor de Led Zeppelin versie van het nummer.
De versie van Beck is, behalve als promotiesingle, nooit op single verschenen voor het grote publiek.

## Led Zeppelin versie
De Engelse rockband Led Zeppelin nam You Shook Me in oktober 1968 op voor hun, in januari 1969 verschenen, debuutalbum Led Zeppelin. Het nummer duurt met 6:27, aanzienlijk langer dan de versies van Muddy Waters (2:44) en Jeff Beck (2:33). Zanger Robert Plant gebruikte naast de originele tekst van Willie Dixon ook tekst uit Robert Johnson’s nummer Stones in My Passway (1937, Vocalion Records, V.S.): "I have a bird that whistles and I have birds that sings".

## Live-uitvoeringen
Led Zeppelin speelde het nummer tot oktober 1969 regelmatig tijdens live optredens. In de jaren die volgden werd het minder vaak gespeeld omdat de band toen over meer eigen materiaal beschikte. Twee live versies van het nummer uit 1969 staan op het album ‘’BBC Sessions’’. Op de ‘’Led Zeppelin DVD’’ uit 2003 staat een versie die op 9 januari 1970 opgenomen is tijdens een optreden in de Royal Albert Hall in Londen. In die versie maakte het deel uit van de z.g. How Many More Times medley. Gitarist Jimmy Page speelde het nummer samen met de The Black Crowes tijdens hun gezamenlijke tournee in 1999. Een liveversie daarvan staat op het album Live at the Greek.

## Beck versus Page
De versie van Led Zeppelin kwam negen maanden na die van Jeff Beck uit. Omdat ze sterke muzikale overeenkomsten hebben, is de band vaak beschuldigd van het stelen van Beck’s uitvoering van het nummer. Page zei dat het puur toeval was omdat hij en Beck dezelfde muzikale achtergrond en smaak hadden. Ook ontkende hij dat hij ooit Beck’s versie gehoord had.
Page’s uitleg in 1977: 

Beck en ik hadden dezelfde muzikale smaak. Daarom vind je op onze eerste albums een zelfde soort nummer als You Shook Me terug. Dat soort muziek speelden we vroeger allebei in andere bands. Nadat wij het uitgebracht hadden op het eerste Zeppelin album, vertelde iemand mij dat Beck het al eerder opgenomen had. Ik dacht meteen, “Ojee, dan zal het identiek klinken”, maar gelukkig was dat niet het geval. Ik had er echt geen idee van dat hij dat gedaan had. Het nummer stond op zijn album "Truth" maar ik hoorde het voor de eerste keer toen ik in Miami was en nadat wij onze versie opgenomen hadden. Het is het klassieke voorbeeld van afkomstig zijn uit dezelfde muzikale achtergrond, en het hebben van dezelfde muzikale smaak. 

In 1976 echter bevestigde Beck, in een interview met Billy Altman van “NME (tijdschrift)”, dat Page samen met (Led Zeppelin)-manager Peter Grant verschillende optredens van de Jeff Beck Group bezocht toen ze voor de eerste keer In Amerika optraden. Volgens Beck reisde Page hun achterna en nam hij alles goed in zich op. Zanger Rod Stewart gaf een zelfde soort verklaring af. Beck en Stewart herinnerden zich beiden nog goed dat Page hun achterna reisde en zodoende al hun nummers gehoord moet hebben.
In de Led Zeppelin biografie “When Giants Walked the Earth: A Biography of Led Zeppelin” (Mick Wall, oktober 2009 Orion Publishing Group), wordt verklaard dat Peter Grant een kopie van het album "Truth" aan Jimmy Page gegeven heeft, enkele weken vóór de officiële verschijning. Ook lijkt het onvoorstelbaar dat bassist John Paul Jones, ten tijde van de Zeppelin opname, niet verteld zou hebben dat hij in de Truth versie het hammondorgel bespeelde.

## Coverversies
You Shook Me is, naast Jeff Beck en Led Zeppelin, door diverse artiesten gecoverd. De bekendste zijn:

| Artiest                       | Album                                                                               | Jaar                       |
| ----------------------------- | ----------------------------------------------------------------------------------- | -------------------------- |
| Heart                         | Magazine (Nr. 7, Blues Medley)                                                      | 1977                       |
| Lucky Peterson                | I’m Ready                                                                           | 1992                       |
| The Blues Band                | Homage                                                                              | 1993                       |
| B.B. King                     | Blues Summit                                                                        | 1993                       |
| Mick Taylor                   | Coastin’ Home                                                                       | 1995                       |
| Jimmy Page & The Black Crowes | Live at the Greek                                                                   | 2000                       |
| Etta James                    | Blues to the Bone                                                                   | 2004                       |
| George Lynch                  | Furious George                                                                      | 2004                       |
| CC Coletti                    | Bring It On Home (Sings the American Roots of Zeppelin)                             | 2013                       |
| Bryan Adams                   | Tracks of my Years (Deluxe Edition)                                                 | 2014                       |
| Joe Bonamassa                 | Muddy Wolf At Red Rocks                                                             | 2015                       |
| Taste                         | I’ll Remember (Nr. 13, Medley, opgenomen tijdens “Woburn Abbey Festival” V.K. 1968) | 2015                       |
| Elf                           | War Pigs ‘72 (Live in Cortland)                                                     | Niet officieel uitgebracht |
| John Collins                  | Live At The Fargo Town House                                                        | 2015                       |